# Scatman John
Scatman John (anglès: John Paul Larkin)  (El Monte, 13 de març de 1942 - Los Angeles, 3 de desembre de 1999) fou un music de jazz, pop i compositor nord-americà. La seva cançó Scatman (Ski Ba Bop Ba Dop Bop) va ser un èxit a nivell mundial. Com a ell li agradava dir, la seva carrera cap a l'èxit va ser un procés de «convertir el meu problema més gran en la meva major qualitat», ja que Scatman John era tartamut.
Va rebre 14 discos d'or i 18 de platí pels seus àlbums i senzills. Així mateix, va rebre el premi Annie Glenn pel seu servei a la comunitat de tartamuts i va ser inclòs al Saló de la Fama de la Stuttering Association.

## Joventut
Larkin va néixer a El Monte, Califòrnia. Tenia un tartamudeig greu quan va aprendre a parlar. Aquest tartamudeig va contribuir a la seva infància emocionalment traumàtica. Als dotze anys, va començar a aprendre el piano i es va iniciar en l'art del cant scat dos anys més tard a través de discos d'Ella Fitzgerald i Louis Armstrong, entre d'altres. El piano li va proporcionar un mitjà d'expressió artística per compensar les seves dificultats en la parla, i es va "amagar darrere [del] piano perquè tenia por de parlar".

## Carrera musical
La seva primera actuació coneguda en un àlbum d'estudi va ser l'any 1981 a l'àlbum "Animal Sounds"" de Sam Phipps. El 1986, va llançar l'àlbum homònim John Larkin amb el segell Transition. Aquest disc va ser produït pel mateix John, juntament amb Marcia Larkin. Va comptar amb Joe Farrell al saxo.
Scatman John
Per avançar en la seva carrera el 1990, Larkin es va traslladar a Berlín, Alemanya. Un cop allà, va descobrir una cultura de jazz agraïda i va començar a tocar concerts de jazz. Va ser llavors quan va decidir fer un pas monumental lluny de les seves inseguretats i afegir cant al seu acte per primera vegada, inspirat per una gran ovació que va rebre per una actuació al Cafe Moscou de Berlín. Poc després, el seu agent Manfred Zähringer d'Iceberg Records (Dinamarca) va pensar a combinar el cant scat amb la música de ball modern i els efectes de hip hop. Larkin va dubtar al principi, aterrit de que se'ls rigués i se'l criticava una vegada més, però BMG Hamburg estava obert.
Larkin estava preocupat que els oients s'adonessin que tartamudejava, i la seva dona, Judy, li va suggerir que en parlés directament a la seva música. Treballant amb els productors de dansa Tony Catania i Ingo Kays, va gravar el primer senzill, "Scatman (Ski-Ba-Bop-Ba-Dop-Bop)". Després del seu primer gran èxit, va adoptar el nou nom i personatge de "Scatman" John.
El 1995, als 53 anys, Larkin es va convertir en una estrella mundial. Les vendes del seu senzill debut van ser lentes al principi, però a poc a poc van arribar al número u en molts països i van vendre més de sis milions de discos a tot el món. "Scatman (Ski-Ba-Bop-Ba-Dop-Bop)" va ocupar un lloc destacat per Europa i Japó i segueix sent la seva cançó més venuda i coneguda. Més tard va seguir amb la cançó "Scatman's World" que va entrar a la llista de singles del Regne Unit al número 10, que va tenir un èxit menor però encara notable, venent un milió de còpies i arribant a les llistes a tot Europa. El 2019, "Scatman's World" va tenir un cert ressorgiment després de convertir-se en un Mem d'Internet.
Després de l'èxit d'aquests dos senzills, va llançar el seu àlbum debut com Scatman John, també titulat Scatman's World, que va entrar a les 10 millors llistes d'àlbums de molts països, inclosa la seva aleshores Alemanya així com a Suïssa. Finlàndia i Noruega; l'àlbum finalment va vendre milions de còpies a tot el món, es va fer tan popular que un disseny de Scatman John va aparèixer a les llaunes de Coca-Cola. Va començar una gira promocional i de concerts per Europa i Àsia. En referència a una actuació a Espanya, Larkin va dir: "els nens van cridar cinc minuts seguits, no vaig poder començar la cançó".
El segon àlbum de Scatman John, "Everybody Jam!", va ser llançat l'any 1996. Encara que no tan llunyà com el seu èxit a nivell internacional com el seu debut, l'àlbum i el senzill que l'acompanyen van sortir al Japó, el país on tindria èxit a més gran escala, que en qualsevol altre lloc del món. A Europa, els senzills posteriors no van poder replicar l'èxit de les llistes dels seus dos primers senzills, donant-li el títol de meravella de dos hits.
La versió japonesa de "Everybody Jam!" incloïa un total de cinc temes addicionals, inclosos els senzills d'èxit "Su Su Su Super Ki Re i" i "Pripri Scat", que van ser encarregats per empreses japoneses per a anuncis de cosmètics i pudding respectivament. La franquícia Ultraman fins i tot va pujar al carro de Scatman, llançant un senzill titulat "Scatultraman", la portada del qual presentava els personatges d'Ultraman amb el barret i el bigoti de la marca registrada de Scatman. La franquícia Ultraman fins i tot va pujar al carro de Scatman, llançant un senzill titulat "Scatultraman", la portada del qual presentava els personatges d'Ultraman que portaven el barret i el bigoti de la marca registrada de Scatman. L'àlbum va arribar al número 45 a Suïssa.

## Malaltia i mort
A finals de 1998, Larkin va ser diagnosticat amb càncer de pulmó. El juny de 1999, va llançar el seu quart i finalment últim àlbum com Scatman John, "Take Your Time". Poc després, va ser enviat a tractament intensiu.
Larkin va morir a la seva casa de Los Angeles el 3 de desembre de 1999, a l'edat de 57 anys. Estava casat amb Judy McHugh Larkin, que va morir el 2023.

## Discografia
- Article principal: Discografia de Scatman John (anglès)
- John Larkin (1986)
- Scatman's World (1995)
- Everybody Jam! (1996)
- Take Your Time (1999)
- Listen to the Scatman (2001; released posthumously, recorded in 1990)

## Biografies
El 2022, 23 anys després de la seva mort, Jeff Chi va escriure i il·lustrar Who's The Scatman?, una biografia de novel·la gràfica publicada en alemany. El còmic detalla l'ascens de fama i carrera de Larkin, així com la seva recuperació de l'addicció a les drogues i l'alcohol. Per recollir detalls sobre la vida de Larkin, Chi va realitzar xats de vídeo amb els que van conèixer Larkin durant els seus dies de jazz i la fase d'Eurodance, inclòs el mànager de John, Manfred Zähringer, els productors dels seus senzills i àlbums d'èxit, i músics que el van conèixer durant la seva carrera.
El març de 2023, es va anunciar un biopic sobre la vida de John a través de "The Hollywood Reporter". Els drets de la història de la vida els va donar la seva propietat i la pel·lícula comptarà amb un accés inigualable a tota la biblioteca Scatman, així com vídeos domèstics privats inèdits anteriorment.